# Bereziwka (rejon mohylowski)
Bereziwka (ukr. Березівка) – wieś na Ukrainie, w obwodzie winnickim, w rejonie mohylowskim, nad Muraszką. W 2001 roku liczyła 2142 mieszkańców.